# Suhai Pál
Suhai Pál (Bezenye, 1945. február 4. –) magyar költő, műfordító, esszéíró, tankönyvszerző, pedagógiai kutató, tanár.

## Életpályája
Szülőhelyére anyja a front elől menekülőben érkezett, innen még 1945-ben Paksra, a család lakóhelyére tértek vissza. Apját, id. Suhai Pált (1915–1991) 1945 februárjában szovjet munkatáborokba hurcolták „málenkij robotra”, vele 1950 karácsonyán találkozhatott először. 
Az általános és középiskolát Pakson végezte, 1963-ban érettségizett. Ezév őszén az ELTE BTK magyar–történelem szakára került, ahol 1968-ban (Eötvös-kollégistaként) kitüntetéses tanári diplomát szerzett. 
Első munkahelyén, a Tudományos Ismeretterjesztő Társulat Budapesti Szervezetében szervezőként dolgozott, majd a 31. sz. Arany János Szakmunkásképző Intézetben, illetve a Széchenyi István Kereskedelmi Szakközépiskolában (Szerb Antal egykori Vas utcai munkahelyén) tanított. Időközben az Országos Pedagógiai Intézetben tantárgygondozói állást is vállalt. 
Pedagógusi tapasztalatait háromkötetes tankönyvcsaládjában foglalta össze (Holnap, 2004), e munkájáért az MTA Pedagógus Kutatói Pályadíjban részesítette. A közoktatás helyzetével kapcsolatos nézeteit 2007-ben külön könyvben is megjelentette. Korábban részt vett a Mikszáth kritikai kiadás munkálataiban is, ennek eredménye a Rejtő Istvánnal közösen sajtó alá rendezett 78. és 80. kötet (Akadémiai, 1984, 1987). 
Költőként először A magunk kenyerén című antológiában (Szépirodalmi, 1971) jelentkezett. Első önálló verseskötete 1984-ben látott napvilágot, ettől kezdve folyamatosan publikál. A folyóiratok közül legszorosabban a Ligethez és a Napúthoz kötődött, ezeket műhelyeként is számon tartja (költői indulását Vészi Endre támogatta).
Könyvei zömmel verseskötetek, de jelentetett meg irodalmi esszéköteteket, tudományos munkákat és versfordításokat is. Az előbbiek között a Mikszáth Kálmán kritikai kiadásban való részvétele, illetve a Mikszáth-versek kiadása (2019), továbbá Zrínyi Miklós Syrena-kötetének új szövegkiadása (2020) számottevő, utóbbiak között Rilke-fordításkötetei. 
2005-ben ment nyugdíjba, 2016 óta a Napút Online Levélfa c. rovatának szerkesztője. Tagja a Magyar Írószövetségnek és a Mikszáth Kálmán Társaságnak.
2019–2020-ban Zrínyi Miklós műveinek sajtó alá rendezésében vállalt szerepet.

## Munkássága
Suhai Pál költészete nem a manapság divatos irodalmi áramlatok hatására bontakozott ki, fejlődése is öntörvényű líraiság irányába mutat. Felszíni csillogás, vibráló ötletek helyett az individuum belső kozmoszának – elröppenő hangulatok, nehezen besorolható lelkiállapotok, a végső kérdések izgató sejtelmeinek – feltárására és felmutatására vállalkozik. Formai változatosság, álomszerű stilizáció, szimbolikus léthelyzetek mélyen átélt elemzése, fegyelem és tudatosság jellemzik figyelemre méltó műveit. Humánus felelősségről tanúskodó vallomásai a személyes lét mozzanatainak érzékletes kivetítésén túl mélyen morális tartalmúak. Szellemi erőfeszítésének irányát az elszigeteltségből való kitörés vágya határozza meg. Így közös emberi törekvéseinknek emocionálisan hiteles és igényes költői megfogalmazását reprezentálják versei.
– Deák László (1984) méltatása az Akár az üldözött című kötetből

### Kritikai visszhang
- Csűrös Miklós: Kísértetek kora. Suhai Pál költészetéről (Kortárs, 2007/9.) [2]
- Németh István Péter: Könyvjelző a Kísértetetek korába. Bekezdések Suhai Pál költészetéről (Napút, 2009/4., 125–129.) [3]
- Búzás Huba: Kísértetek kora. Néhány szó Suhai Pál költészetéről (Palócföld, 2009/5.) [4]
- Mátyus Aliz: Előszó (Szín, 2011. június) [5]
- Kenyeres Zoltán: Suhai Pál: Bábeli adottságok (Vigilia, 2015. március) [6]
- Báthori Csaba: Tanulni a láthatatlant. Rainer Maria Rilke: Vallomás sötétből, Suhai Pál versfordításai (Élet és Irodalom, 2015. február 20.) [7]
- Buda Attila: Rainer Maria Rilke: Vallomás sötétből – Suhai Pál versfordításai (Pannon Tükör, 2015/4., 40–43.) [8]
- Kabdebó Lóránt: Jól hangolt Rilke-fordítások. Suhai Pál Rilke lelkét keresi (Magyar–Hon–Lap, 2015. június 15.) [9]
- Búzás Huba: Suhai Pál költői világa. Útjelzések a kortárs irodalomban (Agria, 2016. tavasz) [10]
- Kemsei István: Visszafolyó idő. Suhai Pál: Nomád szívvel (Hitel, 2017. április) [11]
- Batári Gábor: Janus, az idő-szintetizátor (Napút Online, 2020. július 8.) [12]
- Szakolczay Lajos: Füstben és koromban (Magyar Krónika, 2019/2.) [13]
- Fenyvesi Félix Lajos: Suhai Pál visszanéz (Napút Online, 2022. július 26.) [14]
- Horváth Angelus: Több egy leveleskönyvnél (Napút Online, 2022. szeptember 24.) [15]
- Tamási Orosz János: „… menekülés, de most már hazafelé…” (Irodalmi Jelen, 2022. június 14.) [16]
- Vitéz Ferenc: Föl-földobott Levélfalevelek (Napút, 2021. december, 362–368.) [17]
- Halmai Tamás: Égen felejtett madarak. Suhai Pál verskultúrájához (Napút Online, 2022. március 27.) [18]
- Mátyus Aliz: Ráfigyelni egy másik hadifogolyra és övéire (Hitel, 2023. március) [19]
- Halmai Tamás: A látni kész világ (Magyar Kurír, 2023. május 21.) [20]
- Lajtos Nóra: Naputas szerkesztők a költészet színpadán (Alföld, 2023. február 26.) [21]

### Interjúk
- Simon Erika: „Casanova visszanéz”. Villáminterjú Suhai Pál költővel (Lyukasóra, 2021/8.) [22]
- Casanova visszanéz (készítette Kovács katáng Ferenc, Olvasat, 2021. november 26.) [23]
- Casanova visszanéz (készítette Kovács katáng Ferenc, Napút Online, 2021. december 1.) [24]

### Videók
- A Napút 2014/3. és 4. számának bemutatása az Újpesti Tévében (vendégek: Kocsis István, Suhai Pál, Szondi György) (2016. január 28.) [25]
- A Napút 2016/3. számának bemutatása az Újpesti Tévében (vendégek: Suhai Pál, Szondi György) (2016. május 20.) [26]
- Gulág-gyerekek (Napút Estek, Suhai Pál: 15:40–27:40) [27]
- Kettős könyvbemutató (2018. december 21, Suhai Pál: Tűnt időd: 36:10–1:16:50) [28]
- A Napút Ady-számának bemutatóestje (Petőfi Irodalmi Múzeum, 2019. május 23., Suhai Pál: 1:17:35–1:41:20) [29]
- Napút-díj átadása és kettős lapszám bemutató (2019. október 7., Suhai Pál: 14:50–50:40) [30]
- A 2020-as Napút-díj átadása Jankovics Marcellnek (2020. szeptember 27., Suhai Pál laudációja: 7:50–25:40) [31]

## Főbb művei

### Kötetek
- A magunk kenyerén. Tizennégy költő; bev. Csoóri Sándor et al.; Szépirodalmi, Bp., 1971
- Akár az üldözött; Magvető, Bp., 1984 (versek)
- Porba írt sorok; magánkiadás, Bp., 1994 (versek)
- Kísértetek kora. Válogatott és új versek; Orpheusz, Bp., 2005
- Gyermekrajzok; Holnap, Bp., 2007 (versek)
- Külön körön. Versek; Napkút, Bp., 2010 (Káva téka)
- Bábeli adományok. Levelek, esszék, kritikák; Cédrus Művészeti Alapítvány–Napkút, Bp., 2011
- Szigorú napok; Cédrus Művészeti Alapítvány–Napkút, Bp., 2012 (versek)
- Búzás Huba–Suhai Pál: A tükröd én vagyok, nézd. Levélesszék, 2006–2009; Napkút, Bp., 2012 (Káva téka: Napút-füzetek, 69.)
- Bábeli adottságok. Levelek, esszék, kritikák; Cédrus Művészeti Alapítvány–Napkút, Bp., 2014
- Nomád szívvel; Cédrus Művészeti Alapítvány–Napkút, Bp., 2015 (versek)
- Füleki Gábor: Episztolák óceánja / Suhai Pál: „Bátortalan” gondolatok Báthori Csaba Rilke-leveleiről. Tallózás a magyar fordítás négykötetes gyűjteményében; Napkút, Bp., 2015 (Káva téka: Napút-füzetek, 95.)[32]
- Bábeli adósságok. Levelek, esszék, kritikák; Cédrus Művészeti Alapítvány–Napkút, Bp., 2016
- Tűnt időd; Cédrus Művészeti Alapítvány, Bp., 2018 (versek)
- A politikán innen és túl; Szabad György és Suhai Pál levelezése, 2003–2008; Cédrus Művészeti Alapítvány, Bp., 2018 (Káva téka)
- Casanova visszanéz. Összegyűjtött versek; Napkút, Bp., 2020
- Útravallók. Szerkesztők versantológiája; Cédrus Művészeti Alapítvány, Bp., 2022

### Pedagógiai munkák, tankönyvek
- Irodalom, művészet az alteritás korában. Feladat- és szöveggyűjtemény a 9. évfolyam számára; Holnap, Bp., 2004
- Irodalom, művészet az alteritás korában. Tankönyv a 9. évfolyam számára; Holnap, Bp., 2004
- Irodalom, művészet az alteritás korában. Művelődéstörténeti album; Holnap, Bp., 2004
- Tudósítások a katedráról; Orpheusz, Bp., 2007 (tanulmányok, esszék, levelek, megemlékezések)

### Szerkesztések, sajtó alá rendezések
- Mikszáth Kálmán: Cikkek és karcolatok 28. 1889. február–1889. december; sajtó alá rend. Rejtő István, Suhai Pál; kritikai kiad.; Akadémiai, Bp., 1984 (Mikszáth Kálmán összes művei, 78.)
- Mikszáth Kálmán: Cikkek és karcolatok 30. 1891. január–1891. december; sajtó alá rend. Rejtő István, Suhai Pál; kritikai kiad.; Akadémiai, Bp., 1987 (Mikszáth Kálmán összes művei, 80.)
- Mikszáth Kálmán versei; összegyűjt., sajtó alá rend. és a könyvet írta Suhai Pál; Mikszáth Kálmán Társaság, Salgótarján, 2019 (Mikszáth Könyves Téka 12.)
- Ady Endre – ma. Levélfalevelek (Levélfa-kerekasztal, szerk. és levelező Suhai Pál), Cédrus Művészeti Alapítvány, Bp., 2019 (Káva téka: Napút-füzetek, 133.) [33]
- Zrínyi Miklós költői művei; sajtó alá rend., előszó, tan., jegyz. Suhai Pál; Balassi, Bp., 2019
- Tollal és kézzel. Zrínyi Miklós költői és prózai művei; sajtó alá rend., vál., előszó, tan., jegyz. Suhai Pál; Balassi, Bp., 2020
- Befelé élt élet. Leveleskönyv id. Suhai Pál „hadifogolyéveiből”, 1945–1950; összeáll. és a könyvet írta Suhai Pál; Cédrus Műhely Alapítvány, Bp., 2021

### Műfordítások
- Rainer Maria Rilke: Vallomás sötétből / Aus Dunkel ein Offenbares; kétnyelvű kiad.; ford. Suhai Pál; Orpheusz, Bp., 2014
- A Mária-kör. Rainer Maria Rilke versei és Suhai Pál versfordításai; kétnyelvű kiad.; Vigilia, Bp., 2023

## Online publikációk

### Versek
- Liget folyóirat[34]
- Napút folyóirat[35]
- Holdkatlan folyóirat[36]
- Tinnitus; Megállunk majd a Nap-majornál[37]
- Dimenziók[38]
- Parázs[39]

### Versfordítások
- Rainer Maria Rilke három téli verse Suhai Pál fordításában (2014)[40]

- Rainer Maria Rilke: Befejezetlen elégia; Szonettek Orpheuszhoz, II. 8. (versfordítás és jegyzetek); Holmi, 2013. szeptember [41]

- Vallomás sötétből. Rainer Maria Rilke: Mária élete (bevezető és versciklus első rész); Vigilia, 2022. november, 907–912.) [42]

- Rainer Maria Rilke: Mária élete (versciklus második rész); Vigilia, 2022. december [43]

- Rainer Maria Rilke: Lányimák Máriához (versciklus); Irodalmi Jelen, 2023. május [44]

### Levelek, esszék, tanulmányok
- Csillagdélután – estébe hajlón (Levélfa, 1; 2016. február)
- Mikszáth Kálmán versei (1-4., Palócföld, 2017)
  - 1. Kisebb költemények (2017)[45]
  - 2. Sötét évek – Mikszáth pályakezdése[46]
  - 3. Szeged – és ami utána következik[47]
  - 4. Hosszabb elbeszélő művek[48]
- Mikszáth Kálmán gyermekversei a kritikai kiadás dilemmáinak tükrében (Napút Online, 2017. szeptember)
- Levél utoljára – búcsú Tarján Tamástól (Napút Online, 2017. október)
- Miklóssy Endre, az uomo universale (Napút Online, 2018. február)
- Jankovics Marcell Napút-díjas (Napút Online, 2020. szeptember)[49]
- Zrínyi Miklós élete és kora képekben (Országút, 2021. május)
- Búcsú Szabó Ferenctől (Napút Online, 2022. október)[50]
- Egy Zrínyi-kiadás tanulságai (Napút Online, 2023. február)

## Megzenésített versek
- A bohóc könnyei [51]
- Önfeledten [52]
- A búvár [53]
- Vízöntő [54]
- Tél [55]
- Szabadszálly [56]
- Kis Napút-induló [57]

## Szervezeti tagságai
- Mikszáth Kálmán Társaság (2009)
- Magyar Írószövetség (2012)

## Díjai, elismerései
- Helikoni Ünnepségek, Keszthely, aranyérem (1963)
- Pedagógus Kutatói Pályadíj (2003)
- Napút-díj (2019)